# فرانكو بيتسي
فرانكو بيتسي (بالإيطالية: Franco Bitossi)‏ مواليد 1 سبتمبر 1940 في إيطاليا، هو دراج إيطالي سابق في صنف سباق الدراجات على الطريق.

## سباقات أو مراحل فاز بها
- طواف فرنسا
- طواف سويسرا
- طواف إيطاليا

## روابط خارجية
- فرانكو بيتسي على موقع أرشيف الدراجات (الإنجليزية)
- فرانكو بيتسي على موقع إحصائيات الدراجات الإحترافية (الإنجليزية)
- فرانكو بيتسي على موقع CycleBase (الإنجليزية)

Statistics Franco Bitossi